# سوان عاشق
«سوان عاشق» (فرانسوی: Un amour de Swann‎) یک فیلم تاریخی محصول ۱۹۸۴ فرانسه و آلمان به کارگردانی فولکر اشلوندورف است که براساس «طرف خانه سوان»، جلد یکم از رمان «در جستجوی زمان ازدست‌رفته» مارسل پروست ساخته شده است.

## بازیگران
- آلن دلون
- جرمی آیرونز
- اورنلا موتی
- فنی اردان
- Anne Bennent
- Bernadette Le Saché
- Catherine Lachens
- Charlotte de Turckheim
- François Weigel
- Humbert Balsan
- ایوری گیتلیس
- ژاک بوده
- ژان اورنش
- ژان فرانسوا بالمر
- Jean-Gabriel Nordmann
- Jean-Louis Richard
- ژان-پیر کف
- Marc Arian
- ماری-کریستین بارو
- Maud Rayer
- Nathalie Juvet
- Nicolas Baby
- Philippine de Rothschild
- رولان توپور
- Vincent Martin